# Benești (okręg Bacău)
Benești – wieś w Rumunii, w okręgu Bacău, w gminie Stănișești. W 2011 roku liczyła 329 mieszkańców.